# Prado de San Sebastián (métro de Séville)
Prado de San Sebastián est une station de la ligne 1 du métro de Séville. Elle est située sous l'avenue Charles V, dans le district du Casco Antiguo, à Séville.

## Situation sur le réseau

Plan du réseau.

Établie en souterrain, Prado de San Sebastián est une station de passage de la ligne 1 du métro de Séville. Elle est située après Puerta Jerez, en direction du terminus est de Ciudad Expo, et avant San Bernardo, en direction du terminus sud-ouest d'Olivar de Quintos.
Elle dispose des deux voies de la ligne, encadrant un quai central équipé de portes palières.

## Histoire
La station ouvre au public lors de mise en service partielle de la ligne, le 2 avril 2009, avec trois ans de retard sur la date initialement programmée par la Junte d'Andalousie, maître d'ouvrage du réseau.
Le 13 janvier 2022, lors de la présentation des études et du plan d'exécution du tronçon nord de la ligne 3, la Junte indique qu'elle sera le terminus sud de la ligne en attendant l'ouverture du tronçon sud jusqu'à Hospital de Valme. Elle formera ainsi une station de correspondance avec la ligne 1.

## Services aux voyageurs

### Accès et accueil
L'accès à la station s'effectue par une bouche située sur l'avenue Charles V Située en zone tarifaire 1, elle est ouverte de 6h30 à 23h00 du lundi au jeudi, de 6h30 à 2h00 le vendredi, de 7h00 à 2h00 le samedi et de 7h30 à 23h00 le dimanche et les jours fériés.

### Desserte
Prado de San Sebastián est desservie par les rames CAF Urbos II qui circulent sur la ligne 1 du métro de Séville.

### Intermodalité
La station permet la correspondance avec la ligne du MetroCentro, dont l'arrêt éponyme est situé en surface.

## À proximité
La station dessert le parc du Prado de San Sebastián. Elle permet d'accéder à l'université de Séville, à la place d'Espagne et au parc de María Luisa à pied.